# Germán Colón
Germán Colón Doménech  (Castellón de la Plana, 30 de noviembre de 1928-Barcelona, 22 de marzo de 2020) fue un lingüista español, especializado en filología románica y lexicología catalana. Fue catedrático de la Universidad de Basilea.

## Biografía
Germán Colón estudió filología románica en la Universidad de Barcelona con filólogos famosos como Antoni Badia y Martín de Riquer antes de licenciarse en 1951. Se doctoró el año siguiente en la Universidad de Madrid con una tesis de dialectología sobre el habla de Castellón.
Gracias a una beca se fue después hacia Lovaina y Zúrich, donde conoció a algunos de los más prestigiosos romanistas europeos, como Sever Pop. El filólogo suizo Walther von Wartburg le propuso entonces un lectorado de español en la Universidad de Basilea, que no dejaría después, subiendo escalones de manera gradual: Privat-Dozent a partir de 1959, profesor extraordinario en 1963 y catedrático numerario a partir de 1967, y después el 1997 como catedrático emérito. Fue al mismo tiempo profesor en la Universidad de Estrasburgo (de 1968 a 1972) y en la Universidad Autónoma de Barcelona (1973-74).
Se convirtió en miembro de la Real Academia de las Buenas Letras de Barcelona y de la Comisión Luliana para la publicación de las obras completas de Ramon Llull. Fue también miembro del consejo asesor de la colección Els Nostres Clàssics y del equipo editor de la revista Estudis de Llengua i Literatura Catalanes. Fue consejero de honor de la Asociación Internacional de Lengua y Literatura Catalanas (de la que fue presidente de 1976 a 1982) y miembro numerario del Instituto de Estudios Catalanes.
Donó su biblioteca personal (más de veinte mil volúmenes) a la Universidad Jaime I de Castellón.
Falleció a los noventa y un años en su domicilio de Barcelona. Padecía problemas respiratorios desde hacía varios años.

## Premios y distinciones
Recibió los siguientes premios y distinciones:
- Premio Sanchis Guarner de la Fundación Jaume I (1987)
- Premio de Honor de las Letras Valencianas (1988)
- Premio Prat de la Riba del IEC (1979)
- Premio Serra d'Or (1981)
- Creu de Sant Jordi (1985)
- Premio de Literatura de la Generalidad de Cataluña (1987)
- Gran Cruz de Alfonso X el Sabio (1999)
- Doctor honoris causa por la Universidad de Valencia (1984)
- Doctor honoris causa por la Universidad de Alicante (octubre de 1990)
- Doctor honoris causa por la Universidad Jaime I de Castellón (2003)
- Doctor honoris causa por la Universidad Autónoma de Barcelona (enero de 2003)
- Hijo Predilecto de Castellón de la Plana (2014)

## Obras
- El léxico catalán en la Romania (1976).
- La llengua catalana en els seus textos (1978).
- El panorama de la lexicografia catalana (1986).
- Problemes de la llengua a València i als seus voltants (1987).
- El español y el catalán, juntos y en contraste (1989).
- Estudis de filologia catalana i romànica (1997).
- Para la historia del léxico español (2002).
- De Ramon Llull al Diccionari de Fabra. Acostament lingüístic als monuments de les lletres catalanes (2003).